# Tasmantoren
De Tasmantoren (oorspronkelijke naam Waterknoop) is een appartementencomplex in de wijk Oosterhoogebrug van de Nederlandse stad Groningen. Het is vernoemd naar de Groningse ontdekkingsreiziger Abel Tasman. De vorm van het gebouw is geïnspireerd op een kruipende rups.
Het gebouw bestaat uit 23 verdiepingen en is met 75 meter het op zes na hoogste gebouw van de stad Groningen.
Het gebouw omvat 221 woningen en 13 bedrijfsruimten op de begane grond. Als eerste flatgebouw in Groningen is dit complex voorzien van een wellness (zwembad, sauna en fitness). Het geplande restaurant volgt mogelijk later.

## Foto's

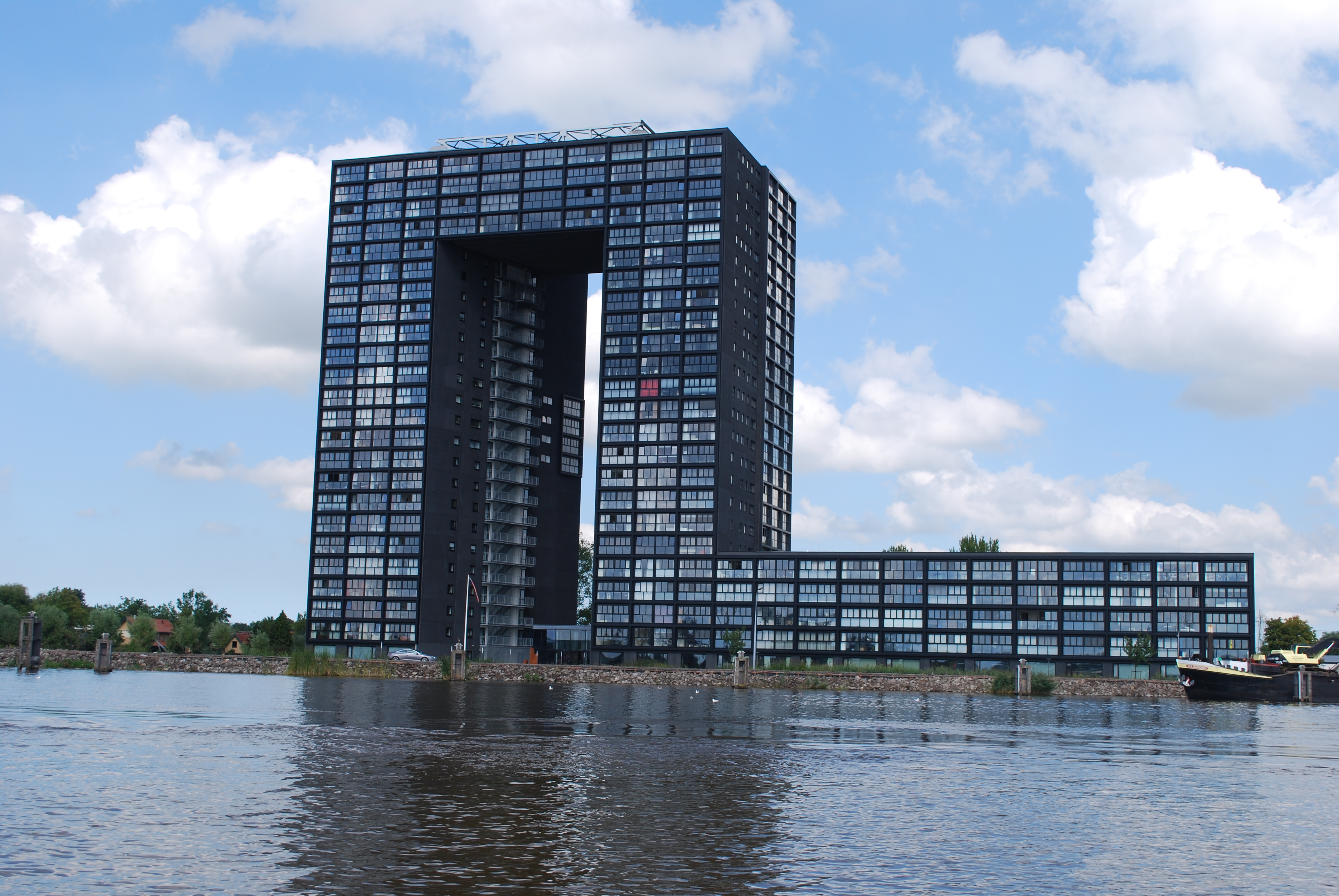
Tasmantoren
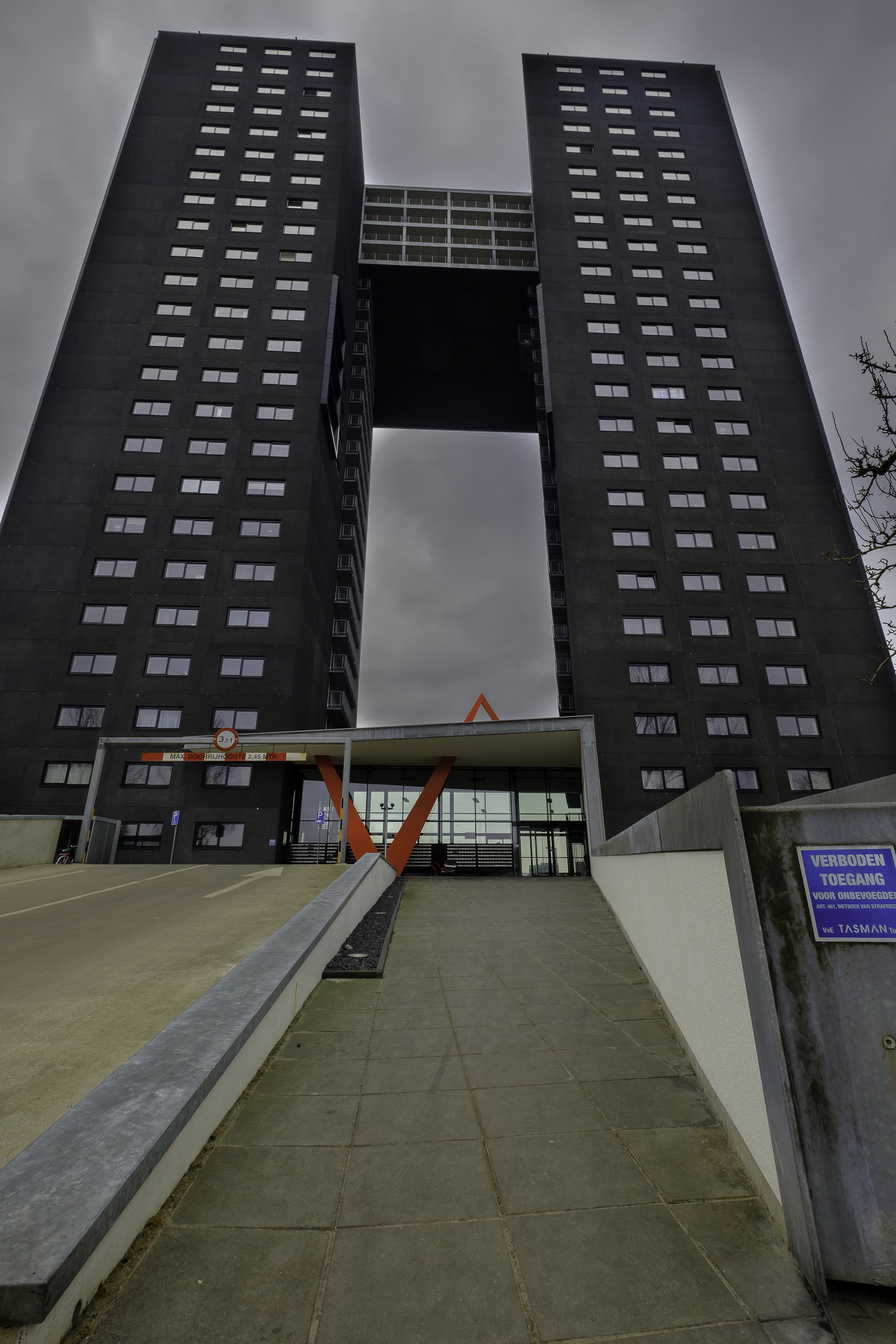
Vooraanzicht
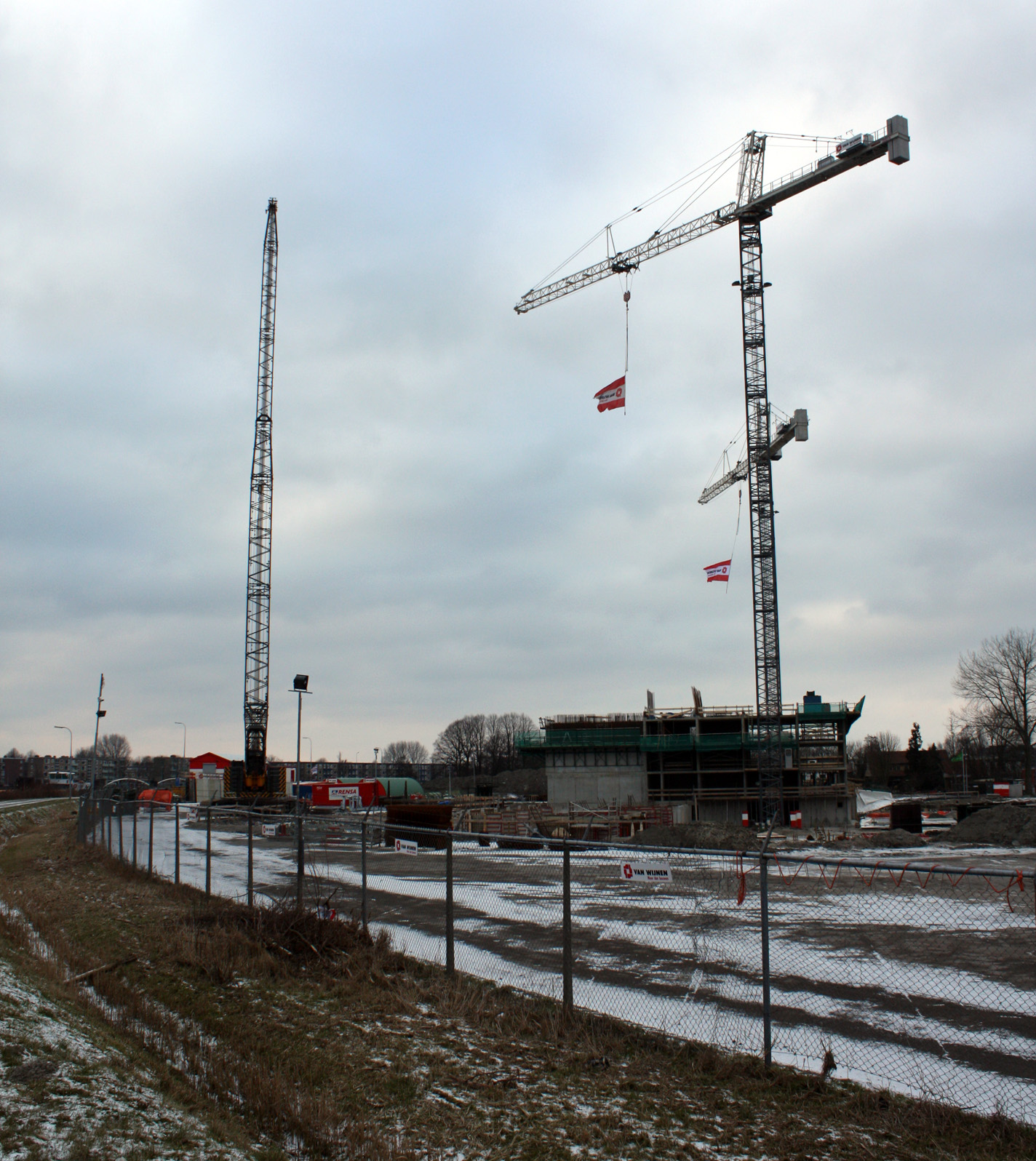
Tasmantoren in aanbouw, februari 2009
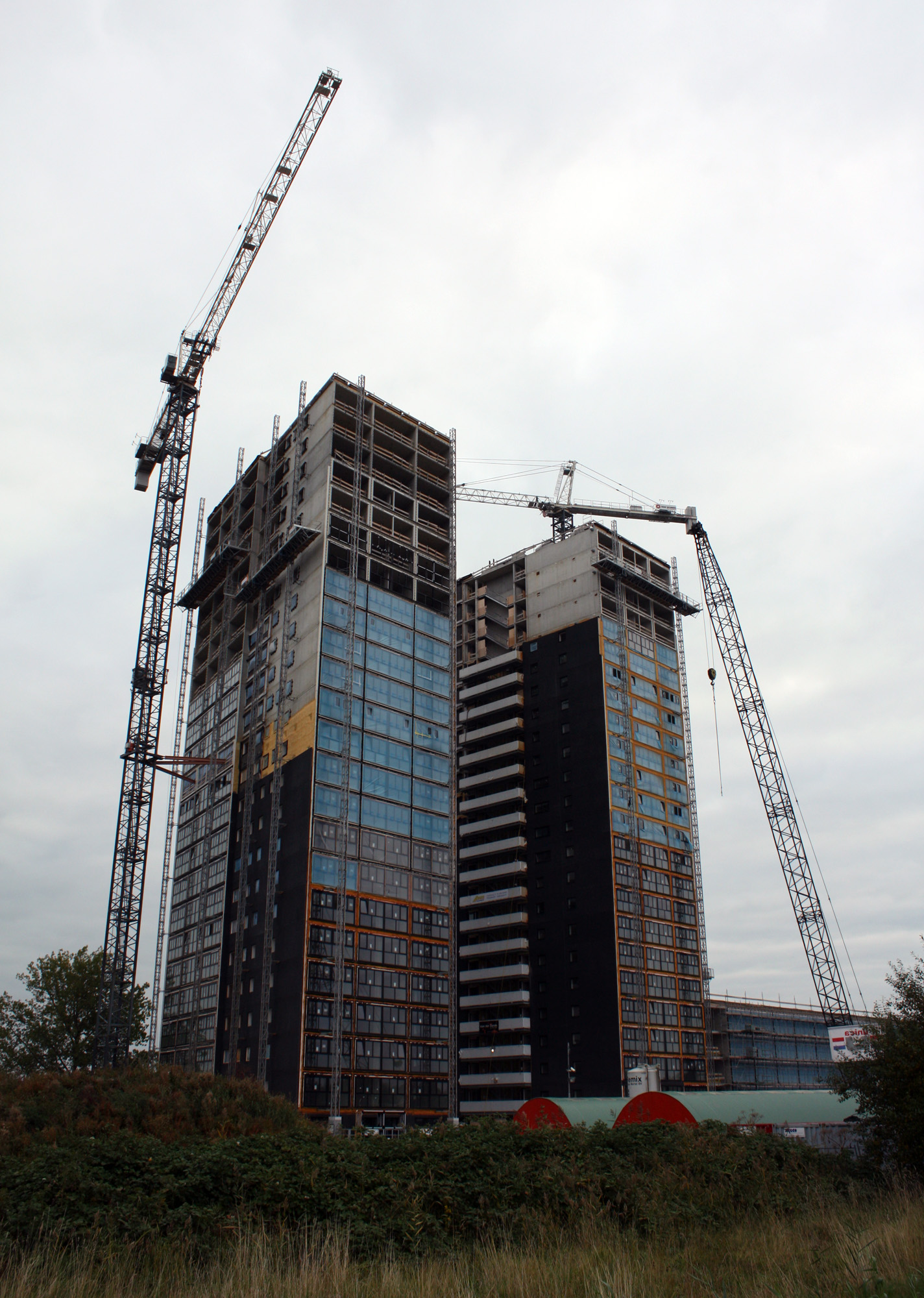
Tasmantoren in aanbouw, september 2009
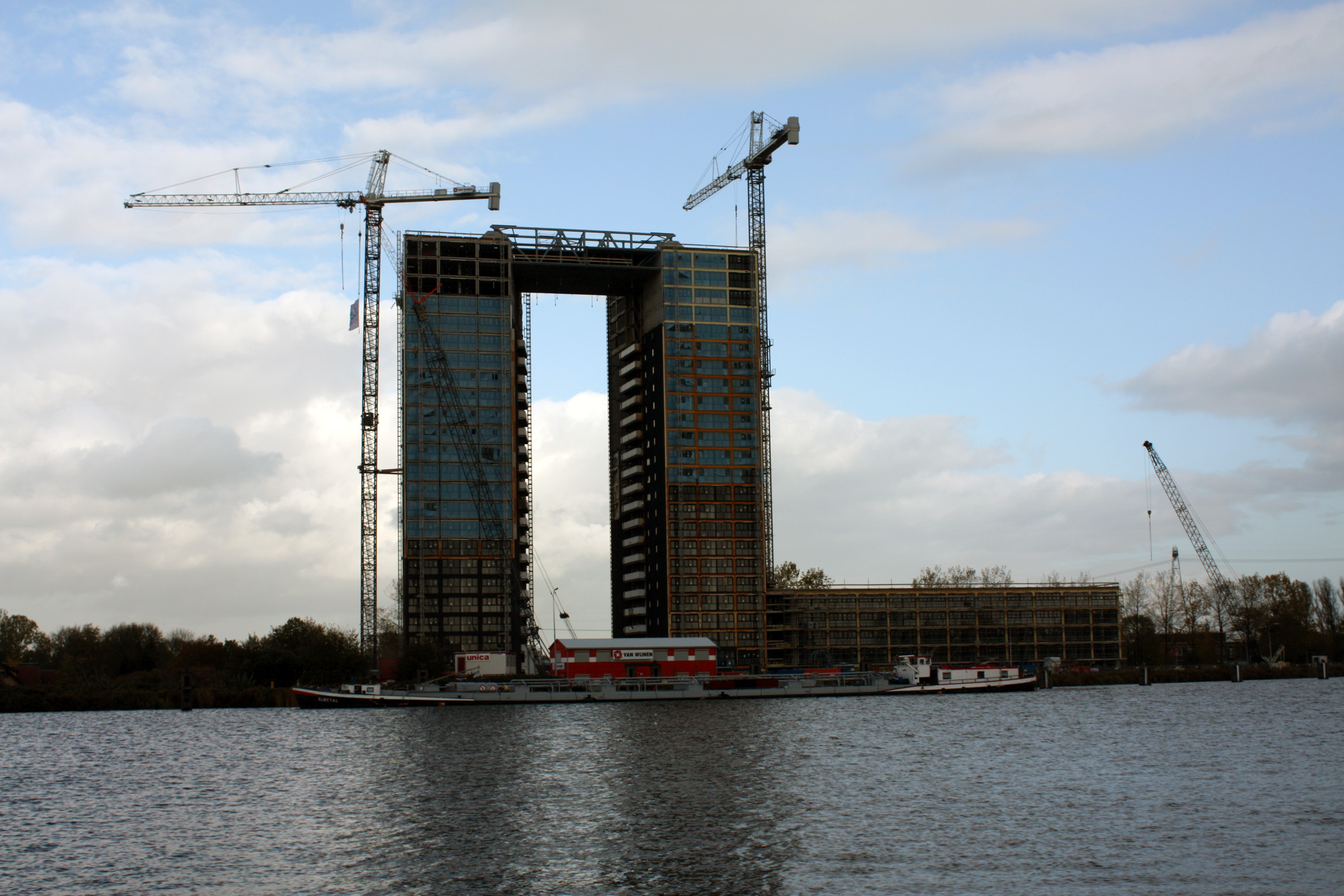
Tasmantoren in aanbouw, oktober 2009
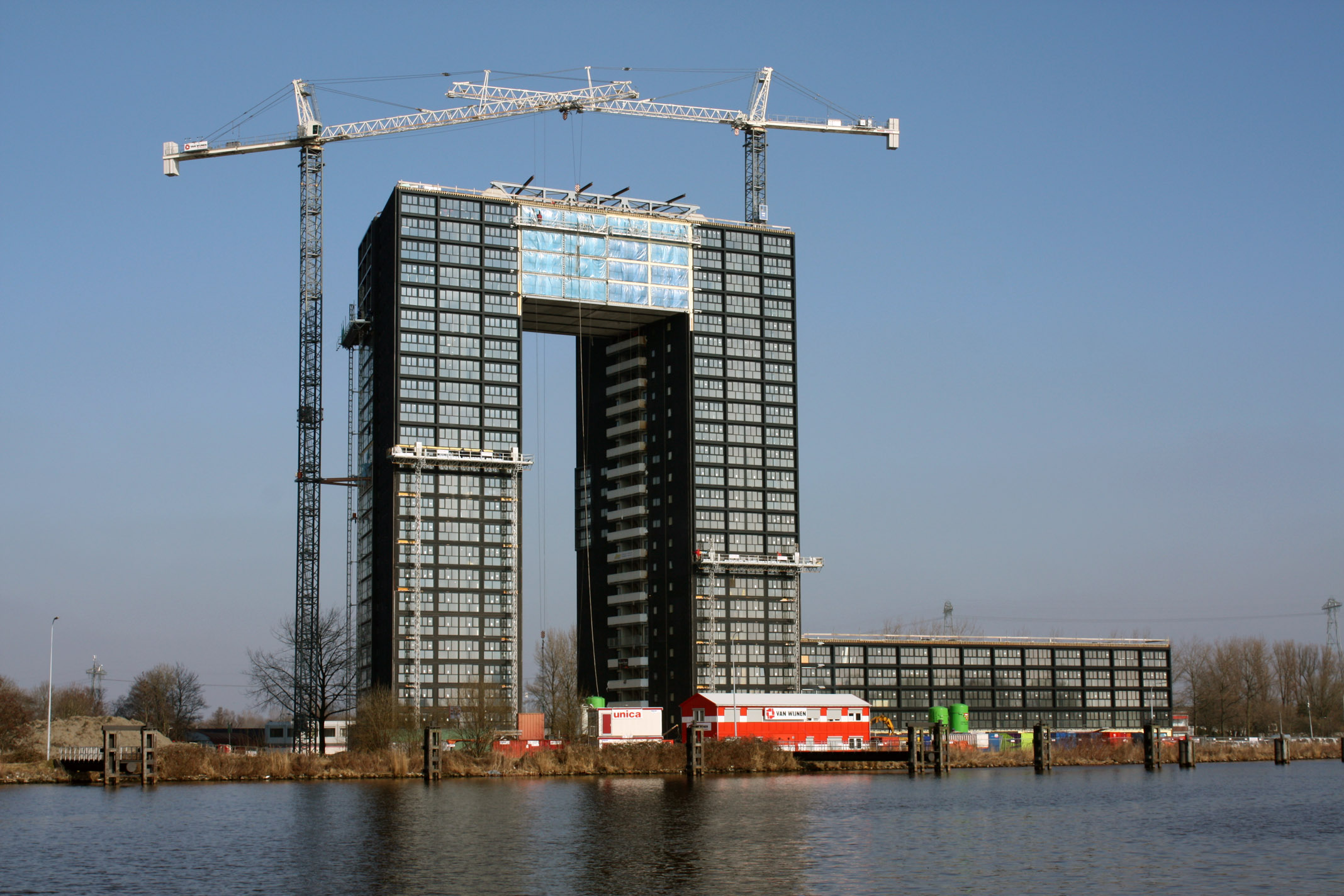
Tasmantoren in aanbouw, maart 2010
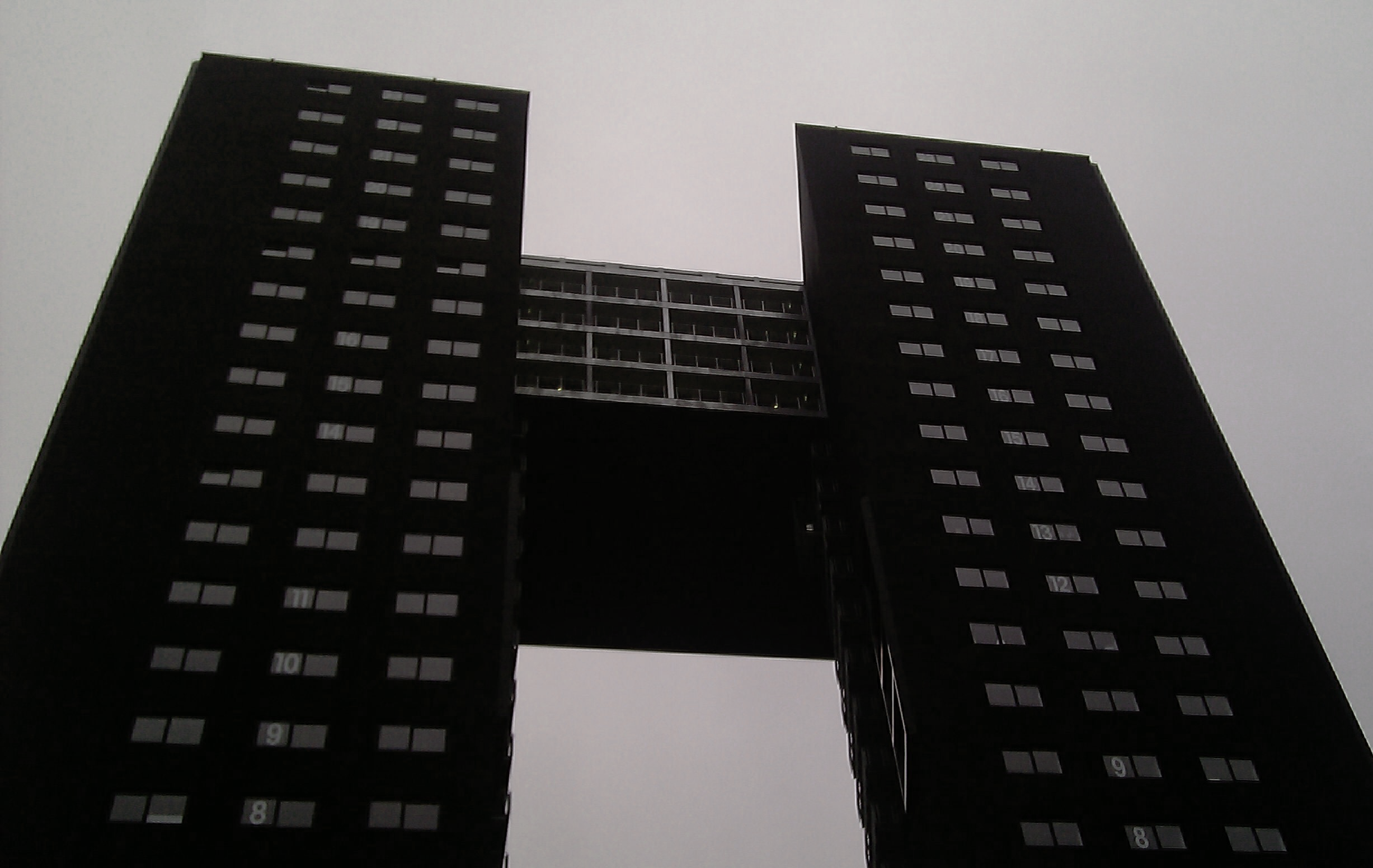
Tasmantoren 25-10-2010